# Trou Baligan

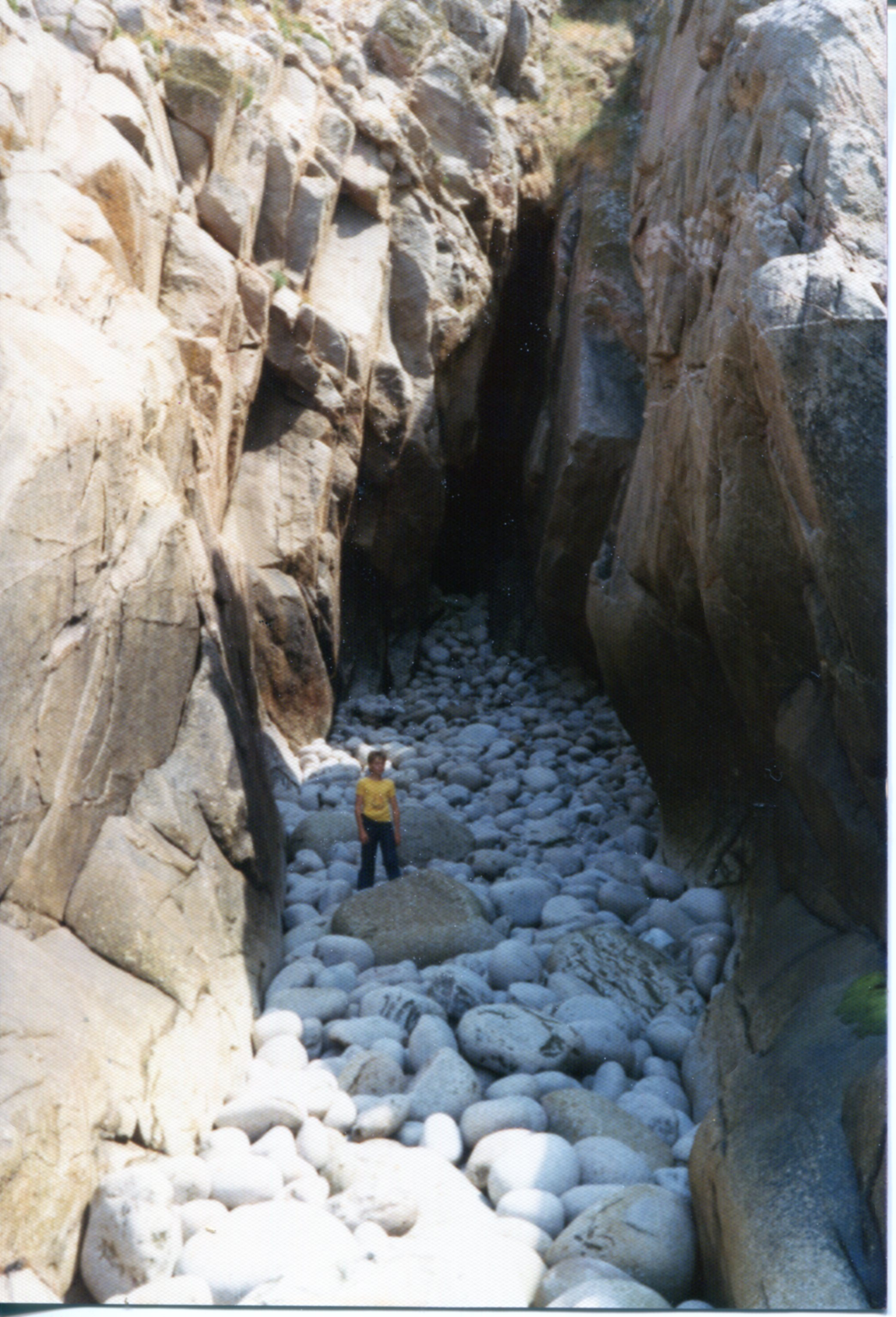
Le Trou Baligan en 1976

Le Trou Baligan était une grotte côtière située sous la centrale nucléaire de Flamanville dans le département de la Manche, en France. Son entrée a été condamnée en 1980 pendant la construction de la centrale.
Une étroite faille située sur l'estran rocheux formait l'entrée de la grotte. On y accédait en effet par les falaises.
D'après Jean Fleury dans Littérature orale de Basse-Normandie, c'est un lieu d'une légende locale : Saint Germain et le dragon du Trou Baligan. 
Le Trou Baligan joue un rôle dans le roman de Paul Vialar La maison sous la mer (1941).